# Élections sénatoriales françaises de 1958
Les élections sénatoriales françaises de 1958 ont lieu le 8 juin dans le but d'élire un tiers des représentants au Conseil de la République. Elles font suite aux élections sénatoriales françaises de 1955 et constituent les dernières élections sénatoriales françaises sous la Quatrième République.

## Résultats
|       |                                                                                          |        |               |  |  |  |  |
| Parti | Parti                                                                                    | Sièges | +/-           |  |  |  |  |
|       | Parti communiste français                                                                | 16     | 2             |  |  |  |  |
|       | Section française de l'Internationale ouvrière                                           | 60     | 4             |  |  |  |  |
|       | Union démocratique et socialiste de la Résistance et Rassemblement démocratique africain | 11     | 11            |  |  |  |  |
|       | Parti radical                                                                            | 62     | 15            |  |  |  |  |
|       | Mouvement républicain populaire                                                          | 23     | 2             |  |  |  |  |
|       | Centre républicain                                                                       | 3      | en stagnation |  |  |  |  |
|       | Centre républicain d'action rurale et sociale                                            | 21     | 1             |  |  |  |  |
|       | Républicains indépendants                                                                | 68     | 2             |  |  |  |  |
|       | Républicains sociaux                                                                     | 35     | 2             |  |  |  |  |
|       | Parti du regroupement africain et des fédéralistes                                       | 11     |               |  |  |  |  |
|       | Non-inscrits                                                                             | 4      | 1             |  |  |  |  |
|       | Vacants                                                                                  | 6      |               |  |  |  |  |